# It's a Totally Happening Life
It's a Totally Happening Life is de zestiende aflevering van het derde seizoen van het tienerdrama Beverly Hills, 90210, die voor het eerst werd uitgezonden op 25 november 1992.

## Verhaal
De beschermengelen Clarence en Miriam kijken naar de groep tijdens Kerstmis. Andrea is eindelijk bijgekomen van het auto-ongeluk. Brandon lijkt een affaire met haar te krijgen nadat Jay het met Andrea per brief uitmaakt. Niet veel later dumpt Nikki Brandon als ze besluit bij haar oma in San Francisco te wonen.
Brenda, Dylan en Kelly proberen hun liefdesdriehoek op een volwassen manier aan te zien, maar er ontstaan alweer snel spanningen. Ondertussen besluit David hard te studeren, zodat hij een jaar kan overslaan en samen met Donna zijn schooldiploma kan krijgen. Ze belanden allemaal op een wild feest waar er problemen ontstaan.

## Rolverdeling
- Jason Priestley - Brandon Walsh
- Shannen Doherty - Brenda Walsh
- Jennie Garth - Kelly Taylor
- Ian Ziering - Steve Sanders
- Gabrielle Carteris - Andrea Zuckerman
- Luke Perry - Dylan McKay
- Brian Austin Green - David Silver
- Tori Spelling - Donna Martin
- Carol Potter - Cindy Walsh
- James Eckhouse - Jim Walsh
- Dana Barron - Nikki Witt
- Mark Kiely - Gil Meyers
- Denise Dowse - Mrs. Yvonne Teasley
- Robert Costanzo - Beschermengel Clarence (stem)
- Bonnie Urseth - Beschermengel Miriam (stem)